# Etra (filla de Piteu)

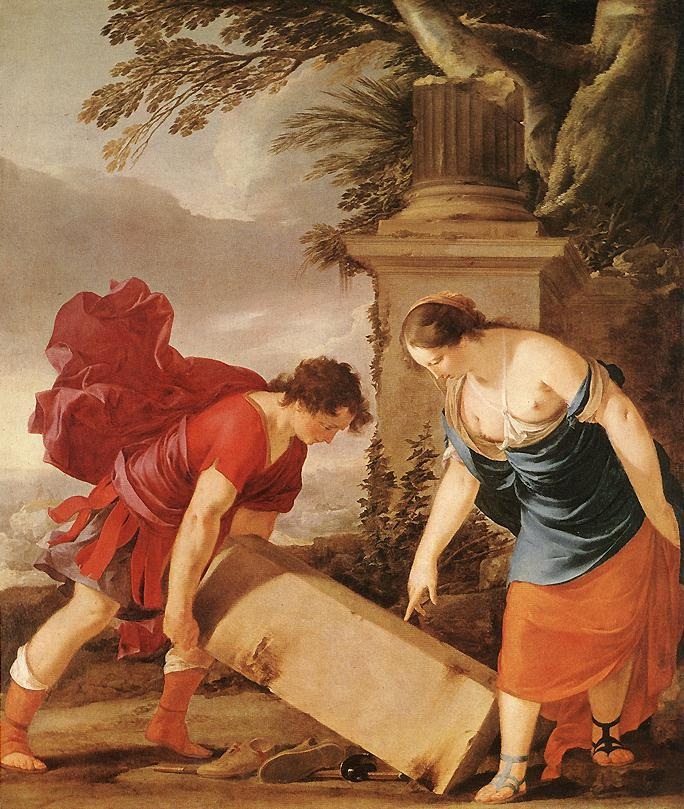
Laurent de La Hyre - Teseu i Etra

Etra (en grec antic Αἴθρα), d'acord amb la mitologia grega, va ser una filla de Piteu, rei de Trezè i neta de Pèlops.
A Etra la va pretendre primer Bel·lerofont, però quan Egeu va arribar a Trezè després d'haver consultat l'oracle de Delfos sobre la manera de tenir descendència, Piteu va entendre la resposta de l'oracle i se les enginyà perquè la seva filla s'unís a l'hoste. El resultat d'aquesta unió va ser Teseu. També es deia que la vigília del dia que havia d'arribar Egeu, la deessa Atena va inspirar a Etra en un somni el desig d'anar a una illa veïna a oferir un sacrifici a l'heroi Esfer, que havia estat conductor del carro de Pèlops. Allà va ser sorpresa per Posidó, que la va violar. Aquella mateixa nit es va unir a Egeu, de manera que Teseu pot ser fill del déu o fill del mortal.
Quan va marxar a Atenes, Egeu li va dir a Etra que si un dia infantava un fill no li digués el nom del seu pare, però va deixar sota una roca unes sandàlies i la seva espasa. Va dir a Etra que quan el noi fos prou gran per aixecar la pedra hi descobriria la manera de trobar el seu pare. Etra es va quedar a Trezè criant i educant el seu fill. Quan Teseu va ser rei d'Atenes, succeint el seu pare, va portar Helena, a la que havia raptat a Esparta juntament amb Pirítous, amb la seva mare, Etra com a noia de companyia. Un dia, mentre estaven dona i nena soles, van arribar els germans d'Helena, Càstor i Pòl·lux, la van alliberar i van agafar com a esclava Etra, qui acompanyaria Helena a Esparta i també a Troia, quan Paris la raptà de nou. A Troia va criar el seu besnet Múnit. Quan Troia va ser presa, va ser reconeguda pels seus nets Demofont i Acamant, que van aconseguir deixar-la lliure. Es deia que quan va morir Teseu, Etra es va suïcidar per la pena que sentia.